# 17220 Джонпенна
17220 Джонпенна (17220 Johnpenna) — астероїд головного поясу, відкритий 2 лютого 2000 року.
Тіссеранів параметр щодо Юпітера — 3,592.